# Perkebunan Blangkahan
Perkebunan Blangkahan is een bestuurslaag in het regentschap Langkat van de provincie Noord-Sumatra, Indonesië. Perkebunan Blangkahan telt 1413 inwoners (volkstelling 2010).